# Гавр (округ)
Гавр (фр. Le Havre) — округ (фр. Arrondissement) во Франции, один из округов в регионе Нормандия. Департамент округа — Приморская Сена. Супрефектура — Гавр.
Население округа на 2018 год составляло 387 085 человек. Плотность населения составляет 310 чел./км². Площадь округа составляет 1247,39 км².

## Состав
Кантоны округа Гавр (с 1 января 2017 года):
- Больбек
- Гавр-1
- Гавр-2
- Гавр-3
- Гавр-4
- Гавр-5
- Гавр-6
- Пор-Жером-сюр-Сен (частично)
- Октвиль-сюр-Мер
- Сен-Валери-ан-Ко (частично)
- Сен-Ромен-де-Кольбоск
- Фекан

Кантоны округа Гавр (с 22 марта 2015 года по 31 декабря 2016 года):
- Больбек
- Гавр-1
- Гавр-2
- Гавр-3
- Гавр-4
- Гавр-5
- Гавр-6
- Ивто (частично)
- Нотр-Дам-де-Граваншон (частично)
- Октвиль-сюр-Мер
- Сен-Валери-ан-Ко (частично)
- Сен-Ромен-де-Кольбоск
- Фекан